# Uromys hadrourus
Uromys hadrourus és una espècie de mamífer rosegador de la família dels múrids. És endèmic del nord-est de Queensland (Austràlia), on viu a altituds d'entre 550 i 1.240 msnm. Es tracta d'un animal nocturn. El seu hàbitat natural són les selves pluvials. Està amenaçat per l'escalfament global i la desforestació. El seu nom específic, hadrourus, significa ‘cua robusta’ en llatí.